# Lina Mittner
 Lina Mittner, née le 10 février 1919 et morte le 25 février 2013, est une skieuse alpine suisse.
Elle est dans l'équipe de Suisse de ski alpin à la sortie de la Seconde Guerre mondiale. En 1947, elle remporte l'unique descente de la Lauberhorn par des femmes devant les Françaises Françoise Gignoux et Micheline Desmazières, la piste étant depuis interdite aux femmes d'y concourir. Elle représente la Suisse aux Jeux olympiques d'hiver de 1948 de Saint-Moritz et y prend la 5e place en descente.

## Palmarès en ski alpin

### Jeux olympiques
| Épreuve / Édition    | Descente | Slalom | Combiné |
| -------------------- | -------- | ------ | ------- |
| JO 1948 Saint-Moritz | 5e       | 17e    | 14e     |

### Championnats du monde
Les épreuves olympiques entre 1948 et 1982 sont considérées aussi comme des championnats du monde (ainsi un champion olympique sera automatiquement champion du monde).
| Épreuve / Édition    | Descente | Slalom | Combiné |
| JO 1948 Saint-Moritz | 5e       | 17e    | 14e     |